# 蒂格雷河

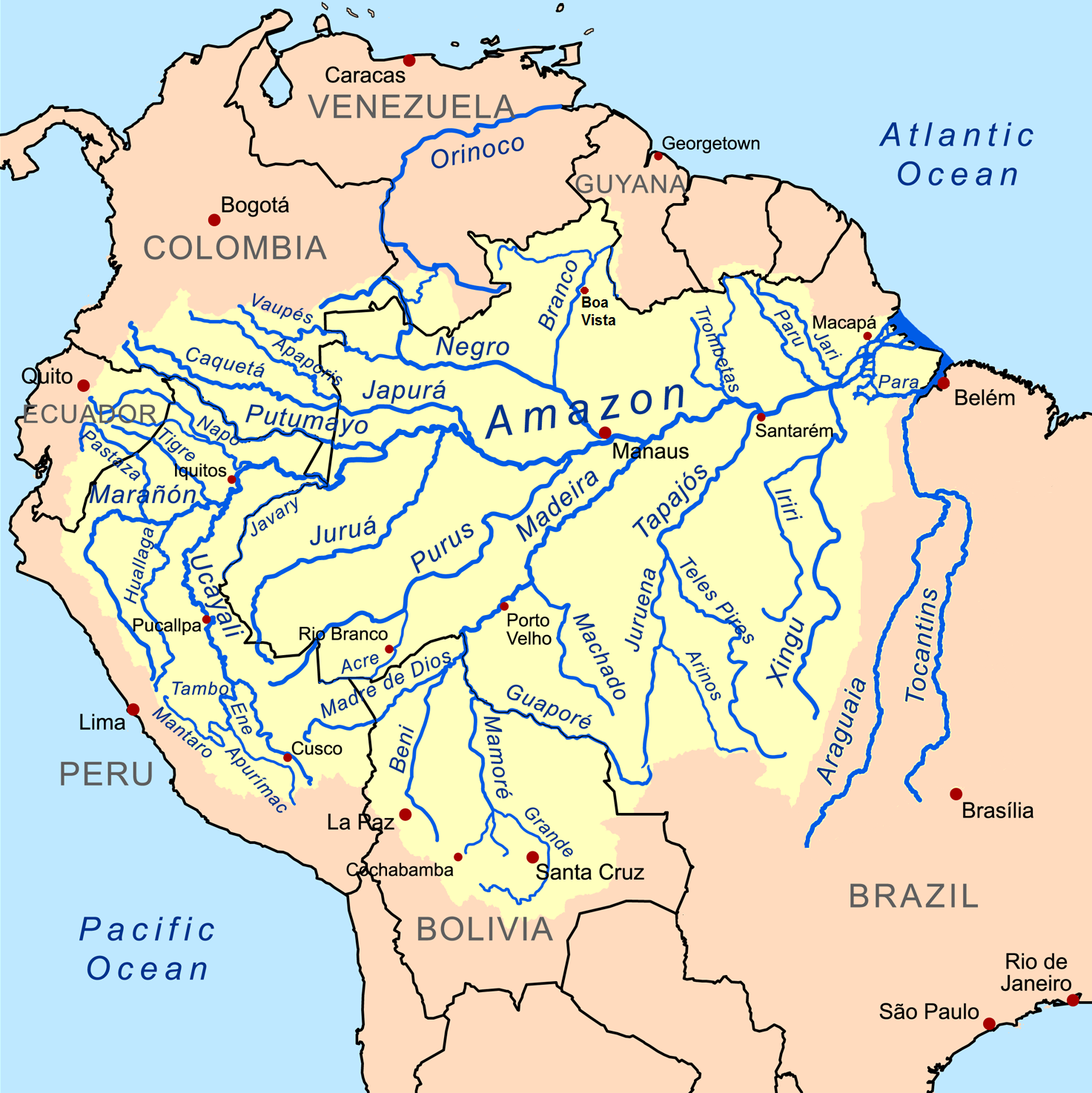
蒂格雷河位置（左中）

蒂格雷河（西班牙語：Río Tigre）是南美洲的河流，位於厄瓜多爾和秘魯，屬於帕斯塔薩河和納波河之間，全長598公里，面積54,200平方公里，最終在納奈河以西注入馬拉尼翁河。